# فرودگاه اوش
 فرودگاه اوش (به انگلیسی: Osh Airport) یک فرودگاه همگانی با کد یاتا OSS است که یک باند فرود آسفالت دارد و طول باند آن ۲۶۱۴ متر است. این فرودگاه در شهر اوش کشور قرقیزستان قرار دارد و در ارتفاع ۸۹۲ متری از سطح دریا واقع شده‌است.

## شرکت‌های هواپیمایی و مقصدهای پروازی
| شرکت‌های هواپیمایی                      | مقصدهای پروازی                                                                                                |
| -------------------------------------- | --- |
| ایر قرقیزستان                          | آباکان، مناس، یملیانو، سورگوت                                                                                 |
| پگاسوس اژیا                            | مناس، دوشنبه، یملیانو                                                                                         |
| اویا ترافیک کمپانی                     | مناس، ایرکوتسک، قازان، یملیانو، دوموده‌دوو، رامنسکویه (آغاز از ۱۶ ژوئن ۲۰۱۷), تولمچوا، اورومچی دیووپو، کولتسوو |
| هواپیمایی جنوبی چین                    | اورومچی دیووپو                                                                                                |
| اس۷ ایرلاینز                           | تولمچوا |
| اس۷ ایرلاینز اجرا توسط گلوبوس ایرلاینز | دوموده‌دوو |
| اسکای بیشکک                            | مناس |
| اورال ایرلاینز                         | چلیابینسک، دوموده‌دوو، رامنسکویه، استریگینو، کورومچ، پالکوو، رسچینو، کولتسوو                                   |